# Peter Matejka
Peter Matejka (Nové Mesto nad Váhom, 26 giugno 1913 – Bratislava, 10 febbraio 1972) è stato un pittore slovacco.

## Biografia
Dopo un corso propedeutico dell'Accademia ucraina, dal 1935 a 1939 studiò all'Accademia di Belle Arti di Praga sotto la guida del professor Willi Nowak. Dopo lo scioglimento dell'Accademia (1940) dovette terminare in anticipo gli studi e tornò in Slovacchia. Divenne membro della Società degli artisti creativi slovacchi, del Blocco degli artisti creativi slovacchi, dell'Unione artistica di Praga, della Società degli artisti creativi Aleš di Brno, del Consiglio artistico e culturale, in seguito divenuto Unione degli artisti creativi slovacchi. 
Dal 1950 insegnò all'Alta scuola di arti figurative di Bratislava, ove diresse la cattedra di pittura monumentale. Nel 1941 compì un viaggio di studio a  Vienna, nel 1946 e nel 1958 fu a Parigi, nel 1948 in Bulgaria, nel 1955 e nel 1959 in Unione Sovietica, nel 1956 a Dresda, nel 1961 e nel 1970 in Italia e nel 1964 negli Stati Uniti d'America. Ottenne molti riconoscimenti statali e artistici.

## Attività
La sua creazione è caratterizzata dalla riduzione delle forme e da composizioni semplificate di elementi con concentrazione sul tema centrale. Vi si aggiunge un colore sensuale, tipico degli allievi di Nowak. In Matejka è anche caratteristica la colorazione, che si concentra in una macchia delimitata da un ruvido contorno nero. Nella prima metà degli anni 1940, il suo lavoro virò verso la poeticizzazione e l'immaginazione. Gli anni della guerra furono caratterizzati dal movimento letterario del surrealismo, al quale erano collegati anche gli artisti. Gli oggetti e le figure dei suoi dipinti furono ridotti alla forma fondamentale, fondendosi su uno sfondo scuro debolmente illuminato senza spazio. Il loro parallelo era una luce immaginaria interiore, splendente senza una fonte esterna. Questa forma è diventata una caratteristica portante del suo lavoro. Ottenne una calligrafia fluida con gentili tratti del pennello. Il rivestimento pastoso accompagna tutta l'opera di Matejka. Non ha mai ricusato il suo lavoro, ma piuttosto lo ha arricchito con un colore distintivo e un'espressione dinamica.
Espose in mostre personali a Nové Mesto nad Váhom (1934), a Bratislava (1940, 1943 con Rudolf Pribiš, 1948, 1949, 1959, 1963, 1964) e a Praga (1946).

## Opere più famose
- Pred zrkadlom ("Davanti allo specchio"), olio su tela, 70 x 95 cm, 1942
- Študentka ("Studentessa"), olio su tela, 30,6 x 25,0 cm, 1956
- Kytica ("Mazzo di fiori"), arazzo di lana, 243 x 194,5 cm, 1968